# Jean-Marc Scanreigh
 (janvier 2024).
La mise en forme du texte ne suit pas les recommandations de Wikipédia : il faut le « wikifier ».
Les points d'amélioration suivants sont les cas les plus fréquents. Le détail des points à revoir est peut-être précisé sur la page de discussion.
- Les titres sont pré-formatés par le logiciel. Ils ne sont ni en capitales, ni en gras.
- Le texte ne doit pas être écrit en capitales (les noms de famille non plus), ni en gras, ni en italique, ni en « petit »…
- Le gras n'est utilisé que pour surligner le titre de l'article dans l'introduction, une seule fois.
- L'italique est rarement utilisé : mots en langue étrangère, titres d'œuvres, noms de bateaux, etc.
- Les citations ne sont pas en italique mais en corps de texte normal. Elles sont entourées par des guillemets français : « et ».
- Les listes à puces sont à éviter, des paragraphes rédigés étant largement préférés. Les tableaux sont à réserver à la présentation de données structurées (résultats, etc.).
- Les appels de note de bas de page (petits chiffres en exposant, introduits par l'outil «  Source ») sont à placer entre la fin de phrase et le point final[comme ça].
- Les liens internes (vers d'autres articles de Wikipédia) sont à choisir avec parcimonie. Créez des liens vers des articles approfondissant le sujet. Les termes génériques sans rapport avec le sujet sont à éviter, ainsi que les répétitions de liens vers un même terme.
- Les liens externes sont à placer uniquement dans une section « Liens externes », à la fin de l'article. Ces liens sont à choisir avec parcimonie suivant les règles définies. Si un lien sert de source à l'article, son insertion dans le texte est à faire par les notes de bas de page.
- La présentation des références doit suivre les conventions bibliographiques. Il est recommandé d'utiliser les modèles {{Ouvrage}}, {{Chapitre}}, {{Article}}, {{Lien web}} et/ou {{Bibliographie}}. Le mode d'édition visuel peut mettre en forme automatiquement les références.
- Insérer une infobox (cadre d'informations à droite) n'est pas obligatoire pour parachever la mise en page.

Pour une aide détaillée, merci de consulter Aide:Wikification.
Si vous pensez que ces points ont été résolus, vous pouvez retirer ce bandeau et améliorer la mise en forme d'un autre article.
Jean-Marc Scanreigh est un artiste français né le 27 septembre 1950 à Marrakech (Maroc). Il réalise des dessins, des peintures, des estampes et des livres d'artiste.
À partir de 2007, il vit à Nîmes où il a enseigné à l'école supérieure des beaux-arts après avoir été enseignant dans les écoles de Saint-Étienne et de Besançon.

## Biographie

### Jeunesse et formation
Né en 1950 à Marrakech, Jean-Marc Petit (de son nom d'état civil) passe son enfance en Alsace ; dès l'adolescence, il montre un intérêt pour l'art et la peinture. Il se rend régulièrement aux expositions du musée d'Art moderne de Strasbourg. 
Sa carrière démarre de façon autodidacte après des études de physique-chimie à Strasbourg (université Louis Pasteur) qu'il ne termine pas. Pour pouvoir assumer financièrement son activité artistique, il travaille d'abord comme postier.

### Carrière
C'est après une exposition du mouvement Support/Surfaces qu'il tentera sa chance[source secondaire souhaitée],,et sera exposé à son tour.
1978 représente un tournant, puisqu'il obtient un poste d'enseignant aux Beaux-Art de Saint-Étienne malgré l'absence de formation  artistique. Il sera amené à s'occuper de l'atelier de gravure en 1985. La reconnaissance de l'enseignement artistique, après celle de l'institution muséale, officialise « Scanreigh » (le pseudonyme qu'il a choisi pour signer son œuvre)

### Vie privée
J.-M. Scanreigh est marié à Françoise Biver avec qui il a un enfant.

## Peinture
Cette section ne s'appuie pas, ou pas assez, sur des sources secondaires ou tertiaires indépendantes du sujet. Le texte peut contenir des analyses inexactes ou inédites de sources primaires.
Pour l'améliorer, ajoutez-en, ou placez des modèles {{Source secondaire souhaitée}} ou {{Source secondaire nécessaire}} sur les passages mal sourcés. (janvier 2024)

### 1973-1983
Il étudie aux Beaux-Arts de Strasbourg en 1973 et expose cette année là dans la galerie Les Idées et les Arts. En 1976, le musée d'art moderne de Strasbourg lui consacre une exposition. Durant cette période il présente ses œuvres essentiellement en Alsace et en Allemagne (Lahr, RFA).
La peinture sera le premier médium investi par l'artiste. Le déclic de proposer son travail à des galeries se produit après une exposition du mouvement Support/Surfaces à la librairie-galerie Les Idées et les Arts de Strasbourg. C'est dans cette même galerie que le jeune artiste montre ses premières toiles.
En 1976, J.-M. Scanreigh expose dans l'ancien Musée d'Art Moderne de la ville de Strasbourg. Les premières années de l'artistes sont plutôt fastes et se concrétisent en 1979 par une exposition personnelle[source insuffisante] au Centre Georges-Pompidou dans le cadre des Ateliers d'aujourd'hui, et par une participation[réf. souhaitée] à l'exposition Après le classicisme au musée d'Art contemporain de Saint-Étienne produite par Bernard Ceysson.
Au début des années 1980 et de façon progressive l'abstraction cède la pas à la figuration. L'artiste se libère de ses premières influences (Hantaï, Support/Surface, Louis Cane) et trouve une forme d'expression plus personnelle[réf. souhaitée]. En s'éloignant des effets de mode du début des années 1980 et adoptant cette démarche, l'artiste rencontre quelques difficultés à se faire exposer de nouveau dans les lieux qui l'ont accueilli à ses débuts. Parallèlement, l'artiste trouve à Lyon (et Villeurbanne la ville limitrophe de Lyon) où il habite depuis 1983 de quoi intégrer l'estampe à son travail. Il se renouvelle par la réalisation de nombreux bois gravés et de nombreuses lithographies.
J.-M. Scanreigh expose régulièrement en France et à l'étranger : dans plusieurs galeries à Lyon, Saint-Étienne et Genève ; certaines institutions font des acquisitions[réf. nécessaire]. Dans ce nouveau contexte, ses peintures viennent s'enrichir vers 1986 de collages utilisant ses propres estampes et les peintures chatoyantes de l’artiste sont ponctuées de touche souvent en noir et blanc issus des collages.
En 2010, il est le premier artiste à bénéficier du changement du statut des universités françaises qui leur permet d'acquérir des œuvres d'art. Ainsi l'université Lyon 3 inaugure une salle de la Manufacture des tabacs, à Lyon, avec un choix de tableau de l'artiste.

## Estampe
L'œuvre gravé de Jean-Marc Scanreigh est prolifique : estampes en bois gravé, lithographies, eaux-fortes (gravure sur cuivre) dont certaines sont rehaussées  de couleur ou enrichies de collages issus de précédentes estampes ou dessins. Une partie de ces estampes a été produite par l'artiste lui-même, d'autres ont été réalisées dans des ateliers réputés, Urdla, Lacourière-Frélaut, Item. Il en est sorti :
- Une série de lithographies produite dans l'atelier lyonnais de l'Urdla[14].
- Une série de bois gravé et de linoleum à l'atelier ALMA[source secondaire souhaitée].
- Une série de phototypies et de lithographies produite dans l'atelier IDEM par les éditions ITEM[15][source secondaire souhaitée]

### Donation et fonds Chomarat à la bibliothèque de Lyon
En 1988, un dépôt de 332 estampes se fait à la bibliothèque municipale de Lyon. Cette donation est accompagnée d'une exposition. Le fonds Michel-Chomarat sera enrichi plus tard d'une dizaine de milliers de croquis, dessins sur feuille libre et divers carnets de croquis, etc.

## Livres d'artiste
Cette section ne s'appuie pas, ou pas assez, sur des sources secondaires ou tertiaires indépendantes du sujet. Le texte peut contenir des analyses inexactes ou inédites de sources primaires.
Pour l'améliorer, ajoutez-en, ou placez des modèles {{Source secondaire souhaitée}} ou {{Source secondaire nécessaire}} sur les passages mal sourcés. (janvier 2024)
En 1993, la production des estampes évolue  par la réalisation de placards. J.-M. Scanreigh réalise un ensemble d’estampes dans lesquelles des écrivains participent par l’écriture de courts  poèmes  ou d'aporismes. Une pratique qui l'amène vers le livre d'artiste édité sous des noms d'éditeurs fictifs. Bois gravés, linos, sérigraphies, eaux-fortes viennent s’insérer au milieu de textes le plus souvent imprimés de façon artisanale. Des dessins originaux viennent souvent enrichir des éditions de tête. En tout, ce sont quelque 150 livres qui seront produits jusqu’à aujourd’hui.

### Publications
- Daniel Sardet. LGL, Le Grand Léviathan. Maison du livre de Pérouges, 1989. Avec 8 bois gravés de Jean-Marc Scanreigh. Typographie de Michel Chomarat. 85 exemplaires signés par l'auteur, l'illustrateur et le typographe.
- Je touche du bout du doigt, avec Jean-Marc Scanreigh, diptyque, gravures sur bois. 1994.
- debout... et au bout..., poèmes-affiches avec Jean-Marc Scanreigh, 1994
- De près, de plus loin, dessins et gravures de Jean-Marc Scanreigh, Guillaume Dumée, 1996
- Sans faire d’histoire, avec Jean-Marc Scanreigh, 1997
- Le Bonnet d’âne, ill. Jean-Marc Scanreigh, Ed. du Rouleau libre, 1999.
- Nikolaï Alexeievitch Zabolotski, Etoiles, Roses et carrés avec Christian Mouze, Pierre Mréjen et Jean Marc Scanreigh ; Marseille, éditions du Rouleau libre
- Les Lèvres de l'éclipse, ill. de Jean-Marc Scanreigh, éditions Fata Morgana, 1999.
- Antoine Emaz. Un de ces jours, avec Jean-Marc Scanreigh, 1999
- Con d’homme et autres jeux de langue d’ô, revue Ficelle, 2002, ill. de Jean-Marc Scanreigh
- Le Paradis du Lierre, poèmes de Lionel Brabant, ill. de Jean-Marc Scanreigh, éditions Le Temps des Pierres, Lyon 2009
- Quelques instants nés de la volupté…, poèmes de Lionel Brabant, ill. de Jean-Marc Scanreigh, éditions Le Temps des Pierres, Lyon 2009

### Œuvres insolites
- Le Tarot des Chimères, interprétation d'un tarot de Marseille ; exposé au Musée français de la carte à jouer d'Issy-les-Moulineaux
- Penrod (fanzine qui va du no 1 au no 11), dont :
  - Jean : dessin pour une stèle à J.J. Granville[16], Jacques Jouet, Jean-Marc Scanreigh, 2004
  - Dédicaces à Claude Viallat[17], photographie de Jean-Pierre Loubat, dessins de Jean Marc Scanreigh
  - Dédicaces à Jasper Johns[18], photographies de Jean-Pierre Loubat, texte de Jacques Jouet, dessins de Jean-Marc Scanreigh

## Écrits, en collaboration avec Françoise Biver
Cette section ne s'appuie pas, ou pas assez, sur des sources secondaires ou tertiaires indépendantes du sujet. Le texte peut contenir des analyses inexactes ou inédites de sources primaires.
Pour l'améliorer, ajoutez-en, ou placez des modèles {{Source secondaire souhaitée}} ou {{Source secondaire nécessaire}} sur les passages mal sourcés. (janvier 2024)
Jean-Marc Scanreigh et Françoise Biver ont réalisé un ensemble de projets et notamment d'articles sur l'art pour le compte de revues et de magazines. Cette collaboration entre l'artiste et sa femme révèle indirectement un ensemble d'influences dans l'œuvres de Scanreigh et/ou au moins d'intérêt pour certains champ de l'art[réf. souhaitée], parmi lesquels on[Qui ?] retrouve les thèmes courant de l'édition, de l'art brut, du dessin de presse, de forme d'art très graphique (comme les graphzines issus de la bande dessinée)…
Cette collaboration commence avec la création d'une revue Avant-Guerre avec Christian Bernard et Didier Semin en 1980, revue qui s'arrêtera après le troisième numéro.

## Expositions
- Exposition personnelle au Centre Georges-Pompidou dans le cadre des Ateliers d'aujourd'hui, 1979
- Participation à l'exposition « Après le classicisme » au musée d'Art contemporain de Saint-Étienne, 1980

## Œuvres dans les collections publiques
- Musée d’Art moderne de Strasbourg[19]
- Bibliothèques de Lyon, Mulhouse, Strasbourg, Nice, Nîmes[19]